# Crim i càstig
Crim i càstig és una novel·la de Fiódor Dostoievski publicada per entregues el 1866. Narra la vida del jove Raskòlnikov des que comet l'assassinat d'una vella prestadora i la seva neboda, amb els seus dilemes morals i l'entorn proper. Barreja episodis d'intriga i còmics amb un to general de denúncia social i una anàlisi psicològica detallada dels personatges. L'obra és una de les més conegudes del realisme de la literatura russa i ha estat traduïda a diferents idiomes.

## Argument
El protagonista, Raskòlnikov, és un jove estudiant empobrit que, després de nombrosos dubtes, assassina una vella prestadora per aconseguir capital amb què redreçar la seva carrera i evitar el matrimoni de la seva germana per diners. Però l'acció el fa caure en una malaltia nerviosa, durant la qual es pregunta pels autèntics motius d'haver matat.
Mentre dura la investigació, arriba la seva família a la ciutat i sorgeix una sub-trama amorosa centrada en la seva germana i un amic de la universitat (prèviament han de fer fora el pretendent ric). També es narra la història d'una família necessitada, on el pare és víctima de l'alcoholisme, la mare està malalta de tisi i la filla gran, Sònia, comença a exercir la prostitució per ajudar els seus parents.
El protagonista se sent atret per aquesta noia, virtuosa malgrat la seva professió, i li confessa el crim. Ella suggereix que ha d'entregar-se i acceptar el càstig per posar fi als seus maldecaps i patiment. Després de moltes vacil·lacions, ell acaba fent-li cas i és deportat a Sibèria, on ella el segueix. La novel·la acaba amb la unió dels dos joves i l'inici d'una nova vida, només suggerida, després de presidi.

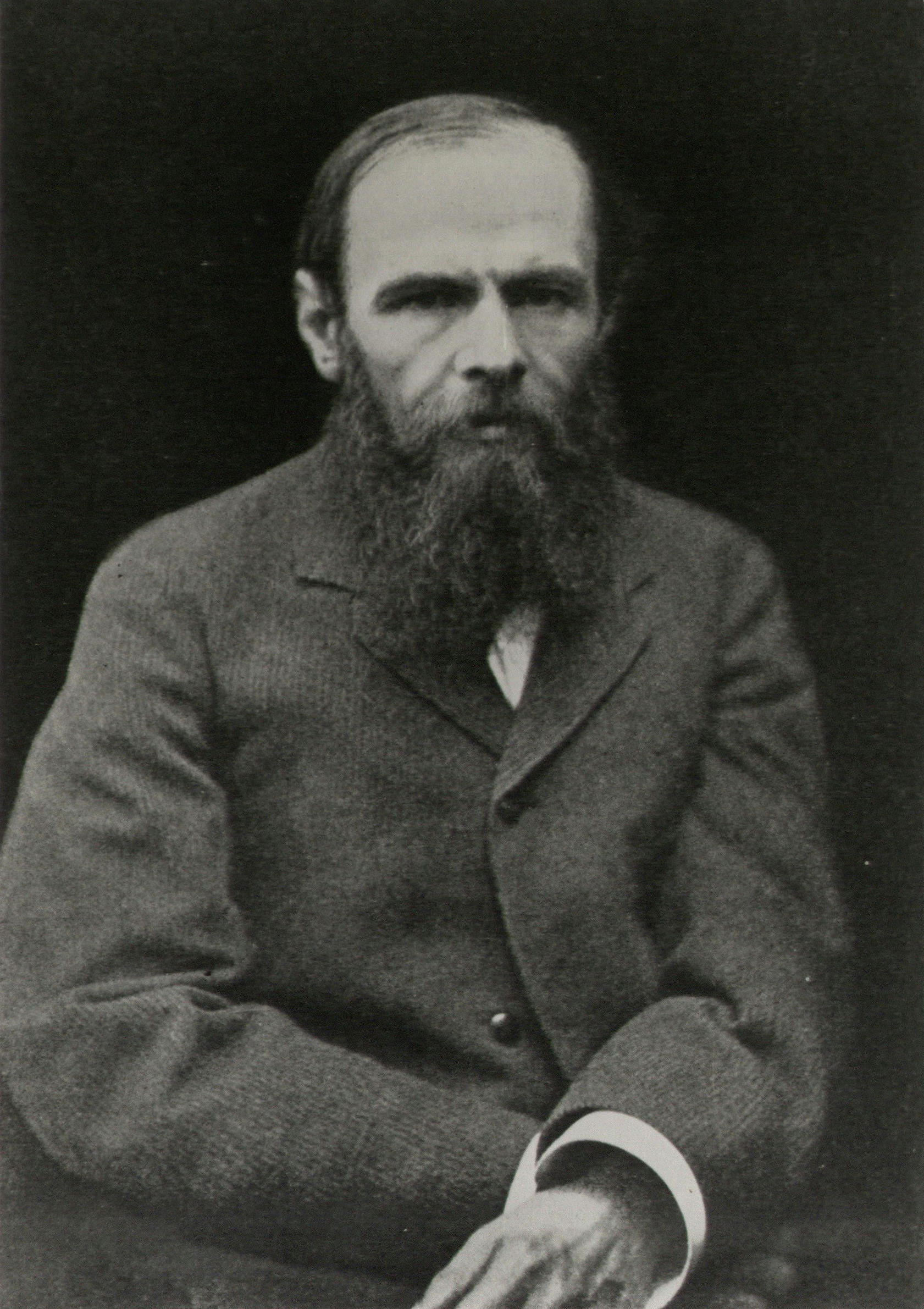
Fiódor Dostoievski, l'autor de Crim i Càstig

## Personatges principals
- Rodion Romànovitx Raskòlnikov (Ròdia): és l'heroi de la narració, centrada en el seu procés mental abans i després de l'assassinat. És un jove idealista, pres de la megalomania, que vol destacar de l'entorn, una mica cínic però de forta base moral. Té el seu pis al marge del Canal de Griboiédov.
- Sònia Semiónovna Marmelàdova: és una prostituta per necessitat, profundament cristiana, sacrificada per la gent que estima, humil i amb una forta empatia
- Advòdia Romànovna (Dúnia, Dúnetxka): la germana del protagonista encarna la virtut burgesa, la intel·ligència i la bellesa
- Arkadi Ivànovitx Svidrigàilov: és el prototip de l'hedonisme i l'interès personal, però és generós amb els diners i sincer
- Rasumikhin: estudiant company del protagonista, ingenu i apassionat, posa en contacte els diferents personatges de l'obra
- Iekaterina Ivànovna: madrastra de Sònia, filla d'una família benestant però caiguda en la misèria per l'alcoholisme del seu marit, protagonitza les escenes d'humor de la novel·la tot i el patetisme de la seva situació
- Porfiri Petròvitx (Ilia): inspector de policia, sospita des del primer moment de Raskòlnikov i l'assetja per afeblir la seva voluntat, camuflant-se de jocs verbals i bona educació, perquè confessi
- Piotr Petròvitx Lujin: pretendent de Dúnia, vanitós, egoista, masclista, només preocupat pels diners i la seva posició social
- Pulkhèria Aleksàndrovna: mare del protagonista, per qui sent una adoració que disculpa totes les seves accions, ignorant i tímida
- Zossímov: metge amic de Razumikhin, sospita del protagonista i ajuda la policia, representa la nova ciència
- Lebesiàtnikov: company d'habitació de Lujin, és un convençut del socialisme, proposa una nova vida basada en la comuna i en la llibertat com a alternativa al capitalisme vigent, apareix com a excessivament idealista
- Nastàssia: és la criada del pis on s'allotja l'heroi, passiva davant els fets

## Temes

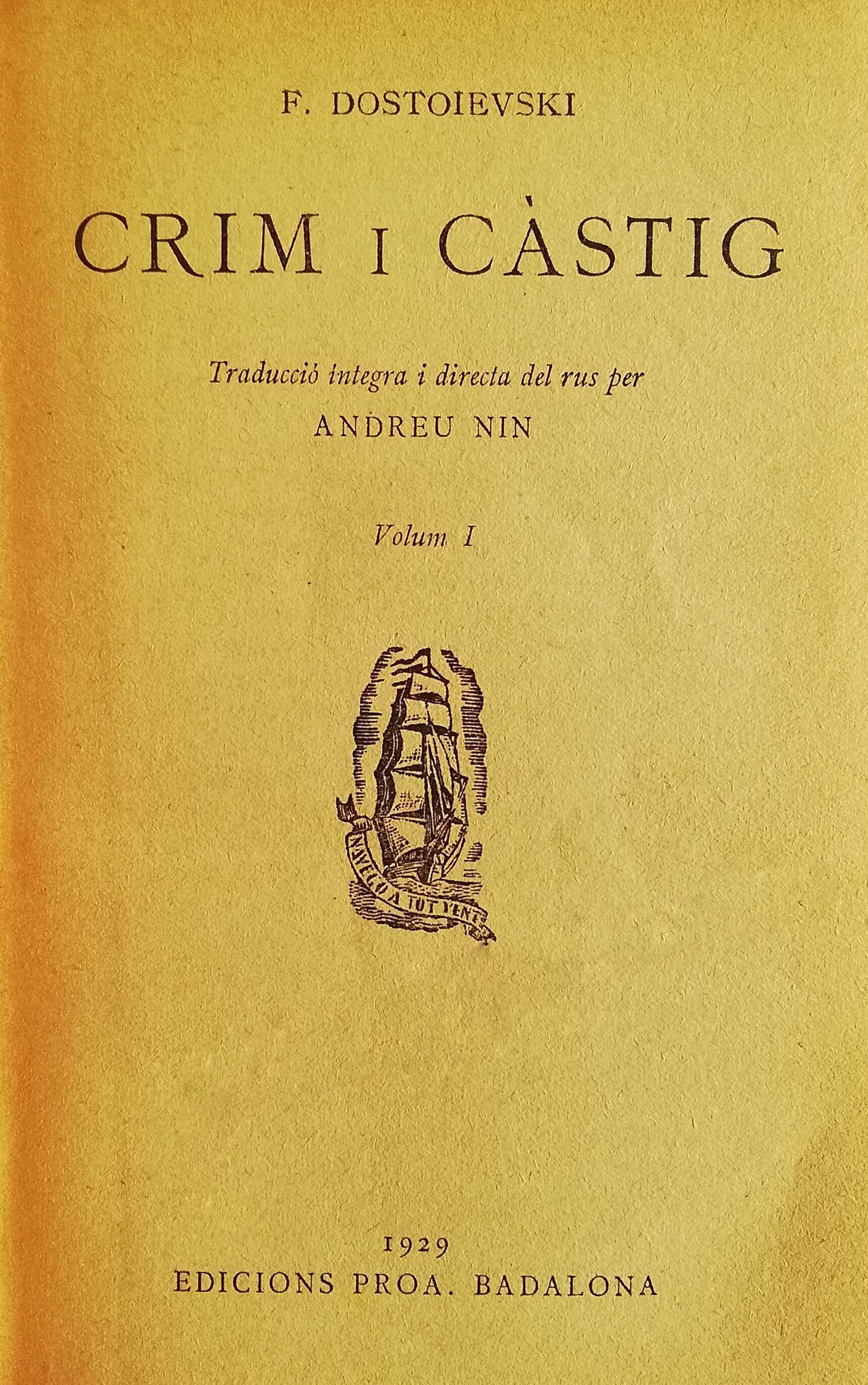
Crim i Càstig (Преступление и наказание) traducció catalana per Andreu Nin publicada a Badalona l'any 1929 dins la col·lecció A tot vent

El tema principal és esbrinar les possibles motivacions per cometre un crim (que acaba sent rebutjat per l'autor). Per aquest motiu el punt de vista del narrador segueix el protagonista, que assassina dues persones des de bon inici. La intriga, doncs, no està a saber qui és el culpable o si ho esbrinarà la policia (tot i que apareix com a trama paral·lela) sinó en conèixer el personatge capaç de matar però després patir fins gairebé embogir.
Aquest crim sorgeix de la pobresa, i la novel·la denuncia fortament les condicions de vida de la gent humil, sobretot en el cas de Sònia i la seva família, que apareixen com a víctimes, però també dels parents de Raskòlnikov, ja que la germana està a punt de casar-se per diners (s'estableix una comparació entre aquest matrimoni i la prostitució de l'altra noia). L'autor, però, no cau en el determinisme, ja que el mateix protagonista subratlla que hi ha altres motius que l'han portat a l'assassinat (i a més a més rebutja una feina que podria haver estat una solució a la seva misèria).
Aquests es relacionen amb la teoria nihilista russa que posteriorment influiria Nietzsche i el seu superhome; el jove pensa que és un ésser superior i que ha de demostrar-ho saltant-se les lleis convencionals, com han fet altres genis (cita constantment l'exemple de Napoleó), perquè el fi justifica els mitjans i no és dolent matar una vella prestadora si amb això obté els diners per fer una gran carrera i ajudar la humanitat. Per tant, matar esdevé un mitjà de diferenciació, d'autoafirmació.
L'acceptació final del càstig ve per la necessitat de l'amor dels altres i perquè no és capaç de viure sol (per això tampoc no se suïcida tot i que s'ho planteja) (extrem que ell viu com a fracàs). El nihilisme i agnosticisme que propugna durant tota la novel·la acaben sent superats per l'amor, que es converteix en l'única via de redempció i l'autèntic motiu per viure.

## Estil
La novel·la juga amb els contrastos per dibuixar els personatges. D'una banda contrasta l'interior de les cases (on pensen els personatges i passen les acciones principals) amb l'exterior, Sant Petersburg, que significa l'opinió pública, la moral establerta (que acaba triomfant, inclòs el cristianisme de Sònia) però també la lletjor, l'ambient opressiu i pobre que força els personatges a situacions extremes. La ciutat es descriu sempre de forma negativa, fent èmfasi en els problemes que el capitalisme comporta (apareix una alternativa amb Lebeziatnikos i el seu socialisme utòpic, però es rebutja pel poc pes que té a la trama general) i que afecta a l'interior, als habitatges, on es consumeixen les persones i poden caure en el mal.

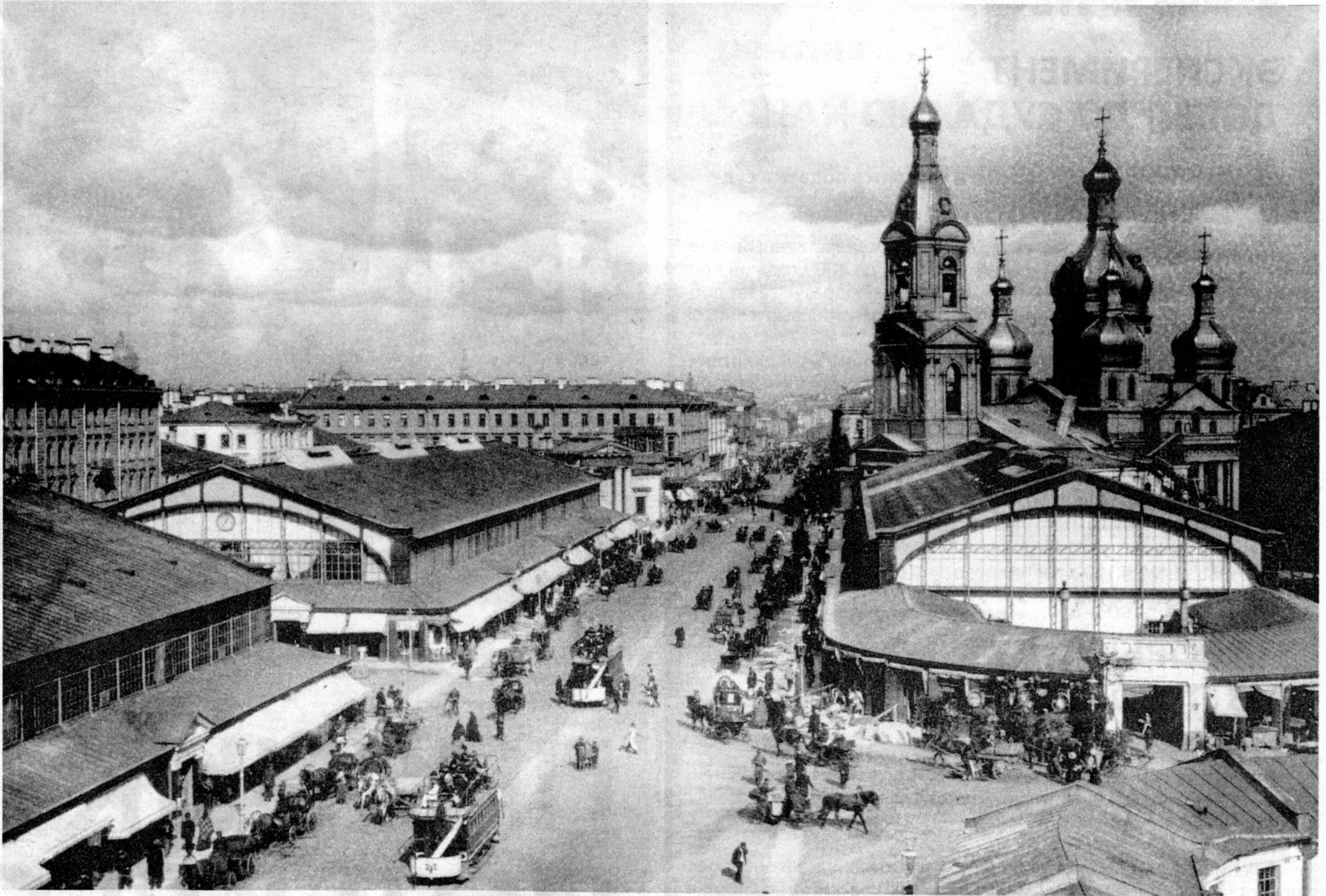
Plaça Sennaia, una de les ubicacions de l'obra

Un altre contrast destacat és entre el romanticisme i el realisme. Friedrich von Schiller apareix com a figura amb què es compara el protagonista i se succeeixen escenes de fulletó. El paper de l'amor i la virtut són també temes romàntics i les heroïnes femenines, les úniques presentades de forma totalment positiva, pertanyen a l'idealisme de principis del segle xix. Per contra, l'estil de la novel·la és realista, amb abundància de detalls descriptius, aprofundiment en la psicologia dels personatges i crítica social. No es defugen els extrems més sòrdids, ans al contrari, es narren escenes de violència i misèria i la trama se centra en persones de classe baixa.
El narrador omniscient en tercera persona segueix els passos del protagonista i de la gent que l'envolta per mirar de comprendre'l, en un punt de vista original per la seva època, per la focalització en un personatge sense caure en la primera persona. Efectua un contrast dins el mateix protagonista, capaç de matar i de predicar el nihilisme però de rebutjar els diners fruit del seu crim, vençut pels seus sentiments i generós amb una família necessitada, orgullós i cínic però poètic alhora.
Finalment, el mateix títol de la novel·la fa referència al contrast entre el crim, que centra els primers capítols, i el càstig final (que gairebé no es narra malgrat que el mateix autor va estar desterrat a Sibèria). Molts crítics han vist en el llibre una estructura simètrica, on cada acció racional, criminal, té el seu contrapunt d'acceptació i penediment.
L'estil indirecte lliure dels monòlegs interiors dels personatges, els llargs diàlegs filosòfics que expliquen els fets i les descripcions ressaltant l'ambient general conformen l'estil narratiu de la novel·la. Els fets transcorren en llocs reals, coneguts pel lector, per augmentar la versemblança del que s'explica.

## Símbols
La ciutat és símbol de depravació, tot i que l'únic personatge realment integrat, Svidrigailov, té també trets positius, a diferència del pretendent ric, que només apareix com a ridícul i egoista. Aquest Luzhin té un joc de paraules en el seu propi cognom, que significa "bassal" en rus, al·ludint a la seva brutícia interior. Altres noms significatius són el de l'heroi, que és un derivat d"escissió", perquè té l'ànima dividida entre dues natures, i el de Razumijin, que vol dir "raó", perquè actua sempre assenyadament i és presentat amb una visió de la vida de permanent optimisme.
La calor i l'asfíxia que se citen repetidament al llibre tenen connotacions d'infern, accentuat per les referències bíbliques i la creu que Sònia insta a Raskòlnikov a portar (una creu com a penjoll que simbolitza clarament el calvari i el patiment acceptat de forma voluntària, a imitació de Jesús). El sofriment és, doncs, una via de salvació (on s'aprecien influències de l'existencialisme cristià de l'autor).
El somnis tenen un paper profètic, com el malson on surt un cavall que mor pels cops del seu amo cruel i que representa de forma gràfica com els humils i innocents són esclafats i el mal que fa la violència.

## Anàlisi
L'autor crea un complet caos a la ment de Raskolnikov a causa dels successos viscuts per la situació econòmica, aquest caos mental es torna pitjor en el moment que el jove perpetra el crim a partir d'això es veu afrontant molts problemes mentals. Personatges similars a Raskólnikov en el seu comportament i creences poden trobar-se en altres obres de Dostoyevski, com Apunts del subsol o Els germans Karamàzov (és especialment similar a Iván Karamázov de Els germans Karamàzov). Raskólnikov produeix ell mateix els seus patiments matant la prestadora i vivint en condicions tan precàries quan podria aconseguir una feina. Razumijin, que es troba en la mateixa situació que ell, viu en condicions molt millors, però quan s'ofereix a aconseguir al primer una feina, Raskólnikov es nega. Després, Raskólnikov arrogantment insinua la policia que és l'assassí, tant per treure's el pes de la culpa com pel filarant del joc mental. Això fa plasmar i veure profundament el debat psicològic entre el bé i el mal i com és de poderosa la ment. Tracta constantment de desafiar els límits del que pot i no pot fer per adonar-se de si és o no l'home extraordinari que descriu en la seva pròpia teoria o un perdedor més (al llarg de tota la novel·la mesura la seva pròpia por, tractant de raonar amb si mateix per superar-ho). Constantment tracta de racionalitzar la seva irracionalitat i paranoia com a afirmacions de transcendència de la seva pròpia consciència i com a rebuig a la raó i la racionalitat.
Aquest és un tema comú en l'existencialisme; Friedrich Nietzsche, a Götzen-Dämmerung, oder, Wie man mit dem Hammer philosophiert lloa l'escriptor rus: "Dostoievski, l'únic psicòleg, per cert, del qual se'n podia aprendre alguna cosa, és un dels accidents més feliços de la meva vida, més fins i tot que el descobriment de Stendhal". Walter Kaufmann considera l'obra de Dostoievski com a inspiració per a La transformació de Franz Kafka. D'altra banda, Dostoievski empra el personatge de Sonia per mostrar que només la fe pot guarir la depravació de l'home, que és on es diferencia d'altres existencialistes. Encara que aquesta filosofia és particular de Dostoievski, per l'esmentat èmfasi en el Cristianisme i també en l'Existencialisme (encara que si és existencialista o no continua sent debatut), temes similars poden trobar-se en escriptors com Jean Paul Sartre, Albert Camus, Herman Hesse o Kafka.
La novel·la fa al·lusions bíbliques, en concret a històries del Nou Testament, com la de Llàtzer de Betània, la mort de la qual i resurrecció poden veure's com paral·leles a la mort i resurrecció espiritual de Raskólnikov. També fa referència al Llibre de les revelacions, en el somni que Raskólnikov té una vegada ja empresonat a Sibèria, respecte de la desolació terrenal i de certes plagues que afecten l'home i que el transformen violentament i desordenadament en un ésser nihilista. I al final, el càstig de vuit anys que ha de complir pel crim, és també el temps que ha de pagar per poder estar finalment amb Sonia, en una clara al·lusió a la història bíblica de l'israelita Jacob i els set anys que va haver de treballar per poder aparellar-se amb Raquel.

## Traduccions al català
- Crim i càstig, traducció d'Andreu Nin. Barcelona: Proa, 1929.
  - Barcelona: Proa, 1965. ISBN 84-7739-304-4
  - Barcelona: Aymà, 1977. ISBN 84-209-3891-2
  - Barcelona: Folio / Proa, 1999. ISBN 84-8256-941-4
  - Barcelona: Proa, 2003. ISBN 84-8437-600-1
  - Badalona: Sàpiens, 2005. ISBN 84-96414-75-2
  - Adaptació escènica de Josep Maria Jordà i Lluís Capdevila. Barcelona: Llibreria Millà, 1936.
- Crim i càstig, traducció de Miquel Cabal Guarro. Barcelona: Alpha (Bernat Metge Universal), 2021. ISBN 978-84-9859-365-5

## Adaptacions al cinema
L'èxit de la novel·la va propiciar diverses adaptacions al cinema, entre les quals destaquen:
- Raskolnikov, de Robert Wiene (1923)
- Crime and Punishment (1935)
- Eigoban Tsumi to Batsu, (manga de 1953)
- Crime et Châtiment, de George Lampin (1956)
- Rikos ja rangaistus, de Aki Kaurismäki (1983)

Pel·lícules com Match Point, de Woody Allen, o V for Vendetta, fan referència explícita a l'obra però no s'hi basen de manera literal.